# Martina Suchá
Martina Suchá (født 20. november 1980 i Nové Zámky) er en kvindelig tennisspiller fra Slovakiet, der har stoppet karrieren. Martina Suchá startede sin karriere i 1996 og stoppede i 2008. 
22. april 2002 opnåede Martina Suchá sin højeste WTA single rangering på verdensranglisten som nummer 37. 
Martina Suchá var med på de vindende slovakiske 2002 Fed Cup hold. Martina Suchá deltog ved OL i 2004. 